# 大门岛
大门岛是浙江省温州洞头区第一大岛，位于洞头列岛北部，面积28.69平方公里。岛上设有大门镇，下设兰湖洞社区、大溪社区、朝阳社区；甲山村、岙底村、岙面村、大荆村、小荆村、长沙村、乌仙头村、头岩村、仁前涂村、美岙村、寨楼村、营盘基村、杨梅田村、西浪村、东浪村、石浦村、潭头村、沙岙村、枫树坑村、观音礁村。岛上各居、村户籍总人口约2.2万，考虑到人口大量流出，按照2000年人口普查值推算常住人口约1.5万。